# Kirtorf
Kirtorf ist eine Stadt im Norden des mittelhessischen Vogelsbergkreises an der Deutschen Märchenstraße.

## Geographie
Die Stadt liegt an der Gleen, einem Zufluss des Lahn-Nebenflusses Ohm im Nördlichen Vogelsberg-Vorland. Die nördlichen, deutlich höher gelegenen Ortsteile Arnshain, Gleimenhain und Wahlen liegen unmittelbar an der Rhein-Weser-Wasserscheide, sodass manche Fließgewässer im Stadtgebiet auch über Antrift und Wiera zur Schwalm entwässern.

### Klima
Der Jahresniederschlag fällt mit 707 mm in das mittlere Drittel der in Deutschland erfassten Werte. An 42 % der Messstationen des Deutschen Wetterdienstes werden niedrigere Werte registriert. Der trockenste Monat ist der Februar, die meisten Niederschläge fallen im Mai. Im Mai fallen 1,6-mal mehr Niederschläge als im Februar. Die Niederschläge variieren kaum und sind sehr gleichmäßig über das Jahr verteilt. An nur 7 % der Messstationen werden niedrigere jahreszeitliche Schwankungen registriert.

### Nachbargemeinden
Kirtorf grenzt im Norden an die Stadt Neustadt (Landkreis Marburg-Biedenkopf), im Osten an die Gemeinde Antrifttal, die Stadt Alsfeld und die Gemeinde Romrod, im Süden an die Gemeinde Gemünden, sowie im Westen an die Stadt Homberg (Ohm) und die Stadt Stadtallendorf (Landkreis Marburg-Biedenkopf).

### Stadtgliederung
Die Stadt besteht neben Kirtorf aus den Stadtteilen Arnshain, Gleimenhain, Heimertshausen, Lehrbach, Ober-Gleen und Wahlen.

## Ortsgeschichte

### Mittelalter
Erstmals wird in der Zeit des Abtes Baugulf von Fulda zwischen 779 und 802 im Codex Eberhardi „in villa Glene“ genannt.
Nach der gleichen Quelle tauscht der Abt Haicho vom Fulda 917/918 mit einem Gramann seine Grundstücke, darunter alle Grundstücke zu „Glene, ubi ecclesia aedificata est“, also: im Ort Glene, wo eine Kirche gebaut ist. Die Ortsangabe „Glene“ erlaubt keine eindeutige Festlegung eines Ortes. Dies wird auch in der Edition des Codex Eberhardi, einem Kopiar aus der Zeit um 1160, so festgelegt. Mögliche Zuweisungen sind Ober-Gleen, Niederklein und Kirtorf. Die Namensforschung geht aus von dem Gewässernamen „Gleen“, an dessen Verlauf die Orte Ober-Gleen und Niederklein liegen und dazwischen Kirtorf. Da Kirtorf das kirchliche Zentrum bildet, wird hiervon der Ursprung des Ortsnamens vermutet. 1223 wird in einer Urkunde „Kirchdorf“ erwähnt. Eine Urkunde von 1256 belegt den Ortsadligen „Volpertus de Kirdorf“.
Bei dem Ortsteil Lehrbach befindet sich die Ruine der Burg Lehrbach aus dem 12. Jahrhundert. Durch den Lehrbacher Forst und an der heutigen Ortswüstung Folkartshain vorbei führte der alte Köln-Leipziger Handelsweg.
Ab 1205 gehört der Ort zur Abtei Fulda. Nach einer Urkunde von 1323 hatten die Grafen von Ziegenhain den Kirchsaß zu Kirtorf, zum Kirchengebiet gehörten etwa 40 Orte. Nachdem die Grafen von Ziegenhain ausgestorben waren, fiel Kirtorf 1450 vollständig an Ludwig I., den Landgrafen von Hessen.
Für die Orte außerhalb Kirtorfs bestand keine alleinige Gerichtsbarkeit des Landgrafen, sondern ein Kondominium mit den Freiherrn von Schenck, das Eußergericht. Die Stadtrechte können in das Jahr 1489 zurückdatiert werden.

### Neuzeit
Am 1. April 1725 brannte die Stadt fast vollständig nieder, lediglich das Rathaus (erbaut 1559) soll unbeschädigt geblieben sein. Es wurde allerdings Ende des 18. Jahrhunderts abgebrochen. Das heutige Rathaus wurde nach einer Inschrift in einem Balken auf der Hauptseite 1791 erbaut. Die evangelische Kirche in Kirtorf wurde nach dem Brand neu erbaut und 1731 eingeweiht. Im Großherzogtum Hessen gehörte Kirtorf zunächst zum Amt Romrod, ab 1821 zum Landratsbezirk Kirtorf und ab 1832 zum Kreis Alsfeld.
Die Statistisch-topographisch-historische Beschreibung des Großherzogthums Hessen berichtet 1830 über Kirtorf:

„Kirtorf (L. Bez. gl. N.) Stadt; liegt 10 St. nordöstlich von Giessen an dem Kleinbach und in einem engen Thale. Kirtorf, welches der Sitz des Landraths ist, hat 195 Häuser, 1235 Einwohner, die außer 3 Katholiken und 49 Juden evangelisch sind, so wie 1 Kirche, 1 Rathhaus, 4 Mühlen, 1 Brauhaus, u. 4 Backhäuser. In der Gemarkung finden sich: die Ruine einer Kirche, aus einer Giebelwand mit einer Fensteröffnung von dem zerstörten Orte Folkershain herrührend, die geringen Ueberreste einer Burg an der churhessischen Grenze, Grabhügeln und Basalt. Früher wurde auf Zinn geschürft. Jährlich werden 5 Märkte gehalten. – Kirtorf, nebst einem beträchtlichen Distrikt, war, so weit die Geschichte reicht, als Allode, im Besitz der Grafen von Ziegenhain, und kam erst, nebst dem dazu gehörigen Gericht Kirtorf, mit der Grafschaft Ziegenhain an die Landgrafen. Zum Kirchengebiete gehörten nach einem alten Verzeichnisse, 40 Ortschaften, von welchen folgende noch vorhanden sind: Gleyne superior (Obergleen), Ingerade (Angerod). Obenrade (Oberrode), Celle (Zell), Walen (Wahlen), Erbenhusen (Erbenhausen), Heymershusen (Heimertshausen), Rummenraide (Romrod), Bildershusen (Billertshausen), Gedern (Gethürms), Eringenhusen (Ehringshausen), Oberdorff (Oberndorf), Omesahe (Ohmes im Churhessischen), Rulekirchen (Ruhlkirchen im Churhessischen), Wockenrade (Vockenrode im Churhessischen), Sibolsdorf (Seiobelsdorf im Churhessischen) und eine Menge anderer, welche ausgegangen sind. Die Entstehung der Kirche ist unbekannt, wahrscheinlich waren aber die Grafen von Ziegenhain die Stifter derselben, wenigstens hatten sie schon 1323 den Kirchsatz. Es ist unglaublich, wie einst Kriege und sein furchtbarer Begleiter, der Brand, in dem engen Raum dieses Bezirks wütheten. Zur bessern Uebersicht werden die ausgegangene Orte, obgleich solche bei den betreffenden Orten noch besonders aufgeführt werden, hier zusammengestellt. Bei Obergleen lag Kemnadenberge, wo noch die Kamberger Mühle steht, sodann bei demselben Orte Rockelshusen (Rockelshausen); zwischen Obergleen und Erbenhausen lag Habbertshussen; zwischen Obergleen und Ehringshausen lag Güntzelnrode (Güntzelrode); zwischen Gleimenhain und Lehrbach, oder in den Waldungen zwischen Kirtorf, Lehrbach und Wahlen lag Folkershain, sowie zwischen Kirtorf und Wahlen lag Lauberbach (Laubbach); in der Gemarkung von Bernsburg lag Watzenrade (Watzenrode) woselbst der Name Watzenröder Wiesen noch fortdauert. Der Ort Biesenrade (Biesenrode) lag zwischen Arnshain und Seibelsdorf, und Hirtenrade (Hirtenrode) zwischen Obergleen und Romrod, wo auch noch ein gemauerter Brunnen ist. etc. Dieses sind allein 9 Orte, die im 30jährigen Kriege zerstört worden sind. Außerdem finden sich noch viele Namen von Orten, die zwar in der Nähe lagen, deren Lage selbst aber nicht angegeben werden kann.“

Nach der Volkszählung von 1846 hatte Kirtorf selbst 1232 Einwohner. Zum 31. Dezember 2007 betrug die Einwohnerzahl der Großgemeinde 3532 Einwohner und von Kirtorf selbst 1417.

### Eingemeindungen
Im Zuge der Gebietsreform in Hessen wurden am 31. Dezember 1971 die bisher eigenständigen Gemeinden Gleimenhain, Lehrbach, Ober-Gleen und Wahlen eingegliedert. Arnshain und Heimertshausen kamen am 1. August 1972 durch Landesgesetz hinzu. Durch die Eingemeindungen verdreifachte sich die Einwohnerzahl Kirtorfs.

### Kirtorf in den Schlagzeilen

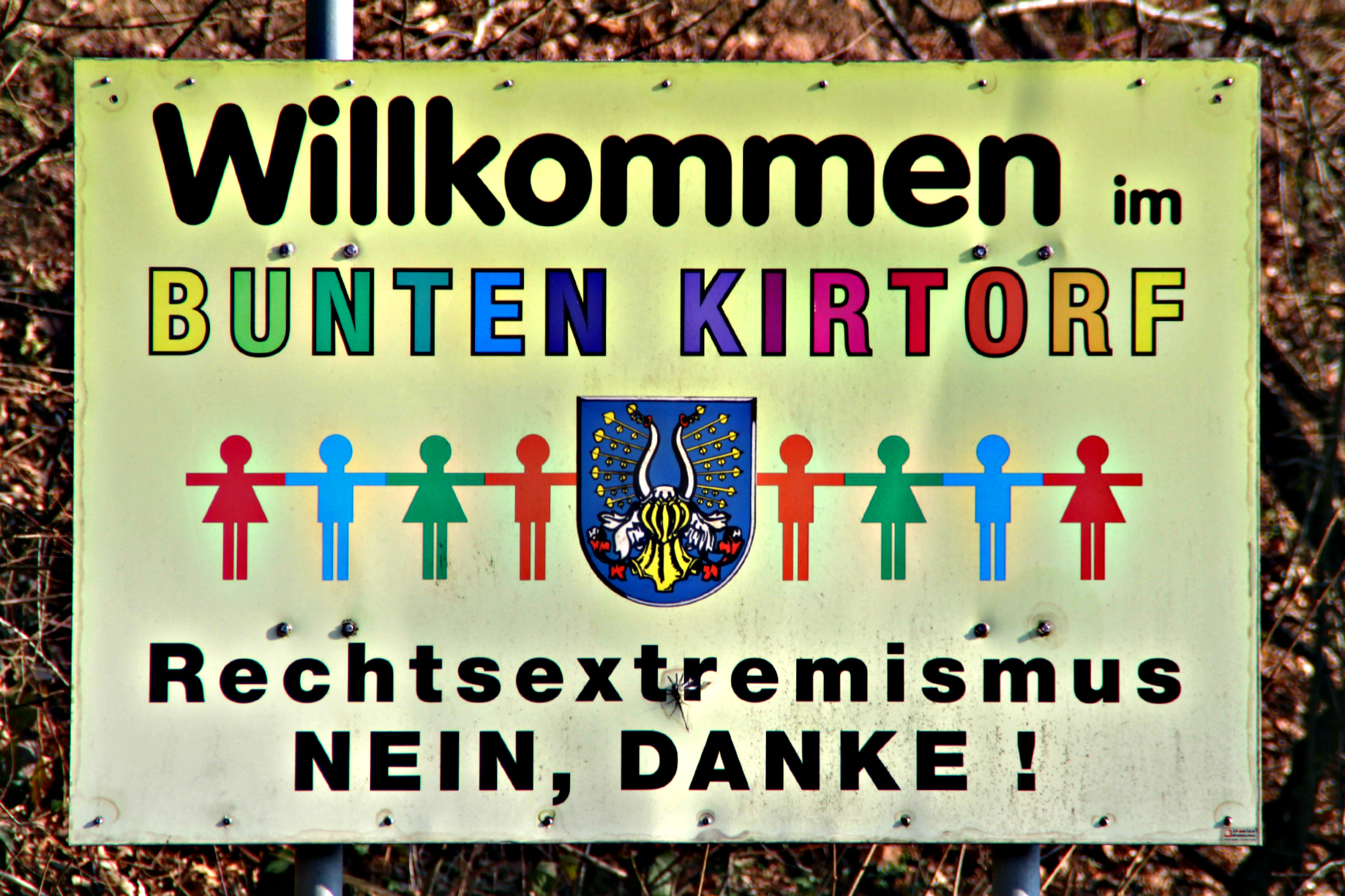
Schild des Aktionsbündnis gegen Rechtsextremismus Kirtorf am Ortseingang. Auch wenn das Problem gelöst ist, wurden die Schilder an den Ortseingängen 2019 restauriert, um auch zukünftig Rechtsradikale von Veranstaltungen in dem Ort abzuhalten

Im Jahre 2004 kam die Stadt Kirtorf durch regelmäßige Neonazitreffen auf einem Bauernhof in die Schlagzeilen. Das ARD-Magazin Kontraste hatte einen Filmbeitrag gezeigt, in dem rund 250 Neonazis der „Kameradschaft Berserker Kirtorf“ laut grölend judenfeindliche Lieder einer Neonaziband mitsangen. Da die Veranstaltungen in einem schalldicht isolierten, ehemaligen Stallgebäude stattfanden und als „privat“ deklariert waren, konnten sie nicht ohne Weiteres durch die örtliche Polizei unterbunden werden.
Im Jahre 2004 wurde auch das Aktionsbündnis gegen Rechtsextremismus Kirtorf von Kirtorfer Bürgern gegründet, das es sich insbesondere zum Ziel gemacht hatte, die Neorechten aus der Stadt zu vertreiben und derartige Großveranstaltungen fernzuhalten. Dessen ungeachtet fanden aber in den Folgejahren in Kirtorf mehrere Zusammenkünfte statt, die mit Geldstrafen geahndet wurden. In Kirtorf fand auch die Feier zum 20. Geburtstag der Borussenfront statt, bei der auch die Band Kategorie C auftrat.
Inzwischen gilt Kirtorf nur noch als früheres Mekka der Szene. Die Aktivitäten der „Berserker Kirtorf“ sind mittlerweile nicht mehr öffentlich und das Personenpotenzial hat sich drastisch reduziert. Die Kirtorfer Rechtsrock-Band „Gegenschlag“, einst ein großer Name in diesem Genre, ist allerdings seit einiger Zeit wieder aktiv.

### Verwaltungsgeschichte im Überblick
Die folgende Liste zeigt die Staaten und Verwaltungseinheiten, denen Kirtorf angehört(e):
- Vor 1450: Heiliges Römisches Reich, Grafschaft Ziegenhain
- 1450–1495: Erbstreit zwischen der Landgrafschaft Hessen und den Grafen von Hohenlohe
- ab 1450: Heiliges Römisches Reich, Landgrafschaft Hessen
- ab 1567: Heiliges Römisches Reich, Landgrafschaft Hessen-Marburg, Amt Kirtorf[21]
- 1604–1648: Heiliges Römisches Reich, strittig zwischen Landgrafschaft Hessen-Darmstadt und Landgrafschaft Hessen-Kassel (Hessenkrieg)
- ab 1604: Heiliges Römisches Reich, Landgrafschaft Hessen-Darmstadt, Oberfürstentum Hessen, Oberamt Alsfeld, Amt Kirtorf (Eußergericht)[22]
- ab 1806: Großherzogtum Hessen,[Anm. 2] Fürstentum Oberhessen, Oberamt Alsfeld, Amt (Eußergericht) Kirtorf[23][24]
- ab 1815: Großherzogtum Hessen, Provinz Oberhessen, Amt Romrod, Eußergericht Kirtorf[25]
- ab 1821: Großherzogtum Hessen, Provinz Oberhessen, Landratsbezirk Kirtorf[26][Anm. 3]
- ab 1832: Großherzogtum Hessen, Provinz Oberhessen, Kreis Alsfeld
- ab 1848: Großherzogtum Hessen, Regierungsbezirk Alsfeld
- ab 1852: Großherzogtum Hessen, Provinz Oberhessen, Kreis Alsfeld
- ab 1867: Norddeutscher Bund, Großherzogtum Hessen, Provinz Oberhessen, Kreis Alsfeld
- ab 1871: Deutsches Reich, Großherzogtum Hessen, Provinz Oberhessen, Kreis Alsfeld
- ab 1918: Deutsches Reich, Volksstaat Hessen, Provinz Oberhessen, Kreis Alsfeld
- ab 1938: Deutsches Reich, Volksstaat Hessen, Landkreis Alsfeld[27][Anm. 4]
- ab 1945: Deutsches Reich, Amerikanische Besatzungszone,[Anm. 5] Groß-Hessen, Regierungsbezirk Darmstadt, Landkreis Alsfeld
- ab 1946: Deutsches Reich, Amerikanische Besatzungszone, Hessen, Regierungsbezirk Darmstadt, Landkreis Alsfeld
- ab 1949: Bundesrepublik Deutschland, Hessen, Regierungsbezirk Darmstadt, Landkreis Alsfeld
- ab 1972: Bundesrepublik Deutschland, Hessen, Regierungsbezirk Darmstadt, Vogelsbergkreis
- ab 1981: Bundesrepublik Deutschland, Hessen, Regierungsbezirk Gießen, Vogelsbergkreis

### Gerichte seit 1803
In der Landgrafschaft Hessen-Darmstadt wurde mit Ausführungsverordnung vom 9. Dezember 1803 das Gerichtswesen neu organisiert. Für die Provinz Oberhessen wurde das Hofgericht Gießen als Gericht der zweiten Instanz eingerichtet. Die Rechtsprechung der ersten Instanz wurde durch die Ämter bzw. Standesherren vorgenommen und somit war für Kirtorf das „Amt Romrod“ zuständig. Nach der Gründung des Großherzogtums Hessen 1806 wurden die Aufgaben der ersten Instanz 1821 im Rahmen der Trennung von Rechtsprechung und Verwaltung auf die neu geschaffenen Landgerichte übertragen. „Landgericht Homberg an der Ohm“ war daher von 1821 bis 1879 die Bezeichnung für das erstinstanzliche Gericht in Homberg an der Ohm, das für Kirtorf zuständig war. Die Freiherrn Schenck zu Schweinsberg verzichteten am 13. März 1822 auf ihre Polizei- und Gerichtsrechte zugunsten der Landesbehörden.
Anlässlich der Einführung des Gerichtsverfassungsgesetzes mit Wirkung vom 1. Oktober 1879, infolge derer die bisherigen großherzoglichen Landgerichte durch Amtsgerichte an gleicher Stelle ersetzt wurden, während die neu geschaffenen Landgerichte nun als Obergerichte fungierten, kam es zur Umbenennung in „Amtsgericht Homberg an der Ohm“ und Zuteilung zum Bezirk des Landgerichts Gießen. Am 15. Juni 1943 wurde das Gericht zur Zweigstelle des Amtsgerichtes Alsfeld, aber bereits wieder mit Wirkung vom 1. Juni 1948 in ein Vollgericht umgewandelt. Am 1. Juli 1968 erfolgte die Auflösung des Amtsgerichts Homberg und Kirtorf wurde dem Bereich des Amtsgerichts Kirchhain zugeteilt.

## Bevölkerung

### Einwohnerstruktur 2011
Nach den Erhebungen des Zensus 2011 lebten am Stichtag, dem 9. Mai 2011, in Kirtorf 3373 Einwohner. Darunter waren 69 (2,0 %) Ausländer, von denen 33 aus dem EU-Ausland, 33 aus anderen europäischen Ländern und 3 aus anderen Staaten kamen. (Bis zum Jahr 2020 erhöhte sich die Ausländerquote auf 3,1 %.) Nach dem Lebensalter waren 522 Einwohner unter 18 Jahren, 1307 zwischen 18 und 49, 779 zwischen 50 und 64 und 768 Einwohner waren älter. Die Einwohner lebten in 1365 Haushalten. Davon waren 341 Singlehaushalte, 412 Paare ohne Kinder und 466 Paare mit Kindern, sowie 122 Alleinerziehende und 24 Wohngemeinschaften. In 297 Haushalten lebten ausschließlich Senioren und in 827 Haushaltungen lebten keine Senioren.

### Einwohnerentwicklung
| • 1806: | 1006 Einwohner, 178 Häuser |
| • 1829: | 1235 Einwohner, 195 Häuser |
| • 1867: | 1031 Einwohner, 175 Häuser |

| Kirtorf: Einwohnerzahlen von 1791 bis 2020 | Kirtorf: Einwohnerzahlen von 1791 bis 2020 | Kirtorf: Einwohnerzahlen von 1791 bis 2020 | Kirtorf: Einwohnerzahlen von 1791 bis 2020 | Kirtorf: Einwohnerzahlen von 1791 bis 2020 |
| --- | ------------------------------------------ | ------------------------------------------ | ------------------------------------------ | ------------------------------------------ |
| Jahr |                                            |                                            |                                            | Einwohner                                  |
| 1791 | 1791                                       |                                            | 923                                        | 923                                        |
| 1800 | 1800                                       |                                            | 938                                        | 938                                        |
| 1806 | 1806                                       |                                            | 1.006                                      | 1.006                                      |
| 1829 | 1829                                       |                                            | 1.031                                      | 1.031                                      |
| 1834 | 1834                                       |                                            | 1.301                                      | 1.301                                      |
| 1840 | 1840                                       |                                            | 1.230                                      | 1.230                                      |
| 1846 | 1846                                       |                                            | 1.254                                      | 1.254                                      |
| 1852 | 1852                                       |                                            | 1.115                                      | 1.115                                      |
| 1858 | 1858                                       |                                            | 984                                        | 984                                        |
| 1864 | 1864                                       |                                            | 1.094                                      | 1.094                                      |
| 1871 | 1871                                       |                                            | 984                                        | 984                                        |
| 1875 | 1875                                       |                                            | 940                                        | 940                                        |
| 1885 | 1885                                       |                                            | 886                                        | 886                                        |
| 1895 | 1895                                       |                                            | 904                                        | 904                                        |
| 1905 | 1905                                       |                                            | 882                                        | 882                                        |
| 1910 | 1910                                       |                                            | 894                                        | 894                                        |
| 1925 | 1925                                       |                                            | 806                                        | 806                                        |
| 1939 | 1939                                       |                                            | 1.052                                      | 1.052                                      |
| 1946 | 1946                                       |                                            | 1.169                                      | 1.169                                      |
| 1950 | 1950                                       |                                            | 1.190                                      | 1.190                                      |
| 1956 | 1956                                       |                                            | 1.055                                      | 1.055                                      |
| 1961 | 1961                                       |                                            | 1.098                                      | 1.098                                      |
| 1967 | 1967                                       |                                            | 1.113                                      | 1.113                                      |
| 1970 | 1970                                       |                                            | 1.096                                      | 1.096                                      |
| 1972 | 1972                                       |                                            | 3.480                                      | 3.480                                      |
| 1975 | 1975                                       |                                            | 3.365                                      | 3.365                                      |
| 1980 | 1980                                       |                                            | 3.292                                      | 3.292                                      |
| 1985 | 1985                                       |                                            | 3.286                                      | 3.286                                      |
| 1990 | 1990                                       |                                            | 3.469                                      | 3.469                                      |
| 1995 | 1995                                       |                                            | 3.643                                      | 3.643                                      |
| 2000 | 2000                                       |                                            | 3.705                                      | 3.705                                      |
| 2005 | 2005                                       |                                            | 3.515                                      | 3.515                                      |
| 2010 | 2010                                       |                                            | 3.292                                      | 3.292                                      |
| 2011 | 2011                                       |                                            | 3.373                                      | 3.373                                      |
| 2015 | 2015                                       |                                            | 3.222                                      | 3.222                                      |
| 2020 | 2020                                       |                                            | 3.136                                      | 3.136                                      |
| Datenquelle: Historisches Gemeindeverzeichnis für Hessen: Die Bevölkerung der Gemeinden 1834 bis 1967. Wiesbaden: Hessisches Statistisches Landesamt, 1968. Weitere Quellen: LAGIS; 1972:; ab 1975:; Zensus 2011 Ab 1972 einschließlich der im Zuge der Gebietsreform in Hessen eingegliederten Orte. |                                            |                                            |                                            |                                            |

### Historische Religionszugehörigkeit
| • 1830: | 1183 evangelische (= 95,79 %), 49 jüdische (= 3,97 %), drei katholische (= 0,24 %) Einwohner  |
| • 1961: | 0974 evangelische (= 88,7 %), 121 katholische (= 11,0 %) Einwohner                            |
| • 1987: | 2901 evangelische (= 88,5 %), 265 katholische (= 8,1 %), 112 sonstige (= 3,4 %) Einwohner     |
| • 2011: | 4548 evangelische (= 46,3 %), 1680 katholische (= 17,1 %), 3602 sonstige (= 36,3 %) Einwohner |

## Politik

### Stadtverordnetenversammlung
Die Kommunalwahl am 14. März 2021 lieferte folgendes Ergebnis, in Vergleich gesetzt zu früheren Kommunalwahlen:
| Sitzverteilung in der Stadtverordnetenversammlung 2021Insgesamt 23 Sitze - SPD/UWL: 7 - FWG/CDU: 16 | Parteien und Wählergemeinschaften | Parteien und Wählergemeinschaften                               | % 2021 | Sitze 2021 | % 2016 | Sitze 2016 | % 2011 | Sitze 2011 | % 2006 | Sitze 2006 | % 2001 | Sitze 2001 |
| Sitzverteilung in der Stadtverordnetenversammlung 2021Insgesamt 23 Sitze - SPD/UWL: 7 - FWG/CDU: 16 | FWG/CDU                           | Freie Wählergemeinschaft/Christlich Demokratische Union Kirtorf | 68,1   | 16         | 75,5   | 17         | 71,5   | 16         | 68,8   | 16         | 66,7   | 15         |
| Sitzverteilung in der Stadtverordnetenversammlung 2021Insgesamt 23 Sitze - SPD/UWL: 7 - FWG/CDU: 16 | SPD/UWL                           | Sozialdemokratische Partei Deutschlands/Unabhängige Wählerliste | 31,9   | 7          | 24,5   | 6          | 28,5   | 7          | 31,2   | 7          | —      | —          |
| Sitzverteilung in der Stadtverordnetenversammlung 2021Insgesamt 23 Sitze - SPD/UWL: 7 - FWG/CDU: 16 | SPD                               | Sozialdemokratische Partei Deutschlands                         | —      | —          | —      | —          | —      | —          | —      | —          | 28,0   | 7          |
| Sitzverteilung in der Stadtverordnetenversammlung 2021Insgesamt 23 Sitze - SPD/UWL: 7 - FWG/CDU: 16 | GRÜNE                             | Bündnis 90/Die Grünen                                           | —      | —          | —      | —          | —      | —          | —      | —          | 5,3    | 1          |
| Sitzverteilung in der Stadtverordnetenversammlung 2021Insgesamt 23 Sitze - SPD/UWL: 7 - FWG/CDU: 16 | Gesamt                            | Gesamt                                                          | 100    | 23         | 100,0  | 23         | 100,0  | 23         | 100,0  | 23         | 100,0  | 23         |
| Sitzverteilung in der Stadtverordnetenversammlung 2021Insgesamt 23 Sitze - SPD/UWL: 7 - FWG/CDU: 16 | Wahlbeteiligung in %              | Wahlbeteiligung in %                                            | 61,8   | 61,8       | 66,6   | 66,6       | 64,8   | 64,8       | 64,0   | 64,0       | 71,1   | 71,1       |

### Bürgermeister
Nach der hessischen Kommunalverfassung wird der Bürgermeister für eine sechsjährige Amtszeit gewählt, seit dem Jahr 1993 in einer Direktwahl, und ist Vorsitzender des Magistrats, dem in der Stadt Kirtorf neben dem Bürgermeister ehrenamtlich ein Erster Stadtrat und acht weitere Stadträte angehören. Bürgermeister ist seit dem 12. März 2025 der parteiunabhängig angetretene Christoph Lück. Er setzte sich am 20. Oktober 2024 im ersten Wahlgang gegen Amtsinhaber Andreas Fey, der sich um eine zweite Amtszeit beworben hatte, bei 67,8 Prozent Wahlbeteiligung mit 62,4 Prozent der Stimmen durch.
Amtszeiten der Bürgermeister
- 2025–2031 Christoph Lück[47]
- 2019–2025 Andreas Fey[48]
- 1977–2019 Ulrich Künz[51]

### Ortsbeirat
Der Ortsbeirat Kirtorf hat sieben Mitglieder.
Ortsvorsteherin ist Tanja Czupalla (Stand Oktober 2023).

### Wappen und Flagge
Wappen

Blasonierung: „In Blau der herschauende goldene Helm mit rot-silberner Decke und mit goldenem Birkenlaub besteckten silbernen Hörnern.“
Das Wappen wurde der Stadt Kirtorf zuletzt am 9. April 1973, nach der Gebietsreform durch den Hessischen Innenminister wieder genehmigt. In seiner heutigen Form wurde es durch den Bad Nauheimer Heraldiker Heinz Ritt gestaltet.
Es entstand aus den alten Stadtsiegeln Kirtorfs, die wohl bereits seit 1489 dasselbe Siegelbild zeigten. Dieser Helm und das Helmkleinod sind aus dem Stammwappen des Hauses Hessen entnommen. Das Wappen symbolisiert also die seit Jahrhunderten bestehende Zugehörigkeit der Stadt zu Hessen.
Zeitweise wurde der Feld auch als Rot dargestellt.
 Flagge 
Die Flagge wurde der Stadt am 30. Juli 1980 durch den Hessischen Innenminister genehmigt und wird wie folgt beschrieben:
„Auf rot/weißer Flaggenbahn in der oberen Hälfte das Stadtwappen.“

### Städtepartnerschaften
- Kilb (Bundesland Niederösterreich in Österreich, seit 1983)

## Kultur und Sehenswürdigkeiten

### Ausstellungen
- Museum Kirtorf
- Galerie Kunst im Kuhstall

### Bauwerke
- Historischer Marktplatz mit Rathaus
- Stadtkirche Kirtorf
- Historisches Museum beim Rathaus
- Doktorhaus in Kirtorf
- Burgruine Lehrbach
- Schmitthof mit der historischen Waldmühle in Lehrbach
- Kirschbrücke in Lehrbach (erbaut 1541)
- Kirchenruine Folkartshain (Kirchenstumpf) bei Lehrbach[55]
- Schmitt’s Historischer Hof Gleimenhain
- Kirche Ober-Gleen
- Badehaus Kirtorf
- Der „Obere Marktplatz“
- Synagoge in Ober-Gleen
- Jüdischer Friedhof (Kirtorf)

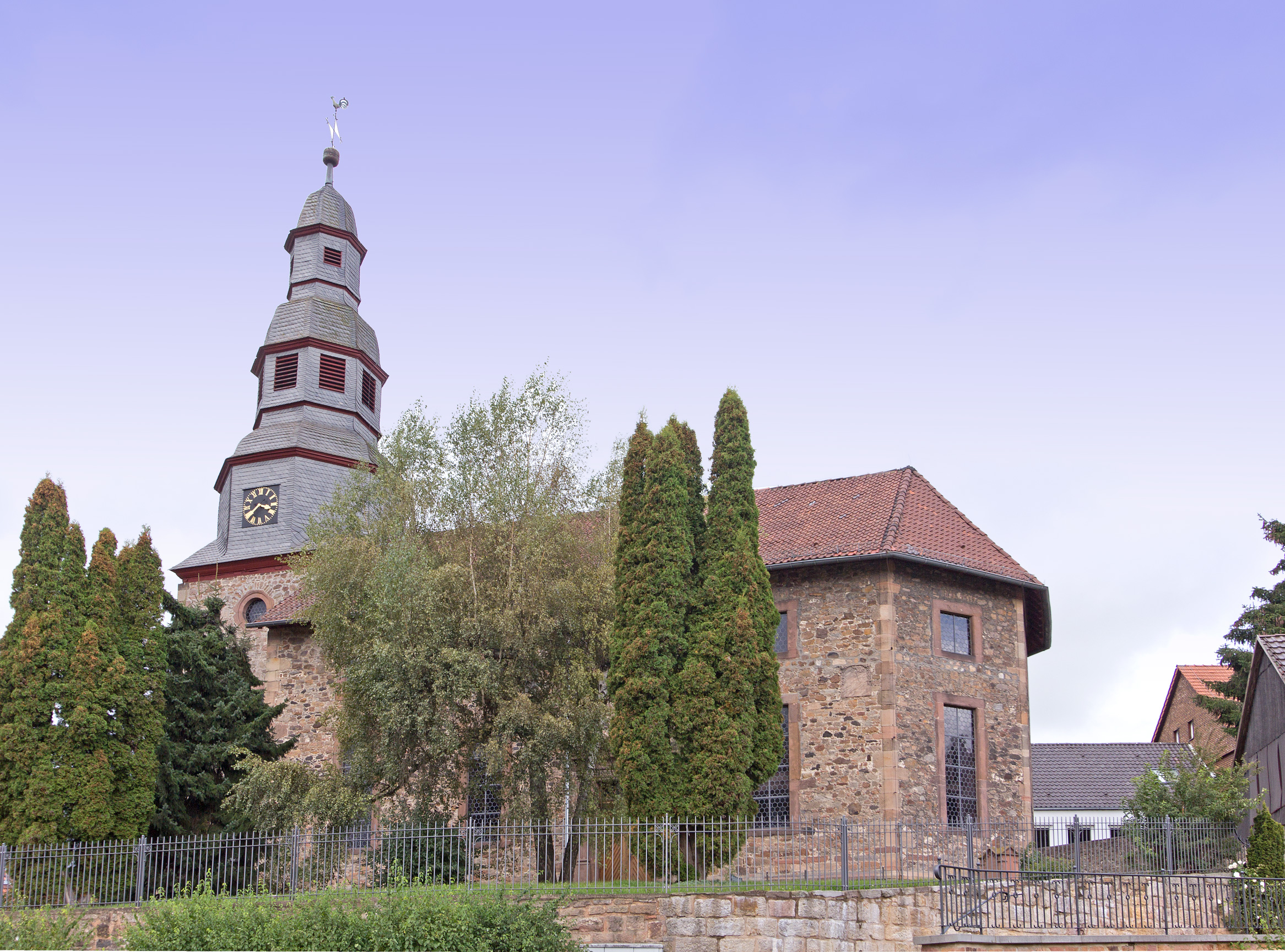
Stadtkirche
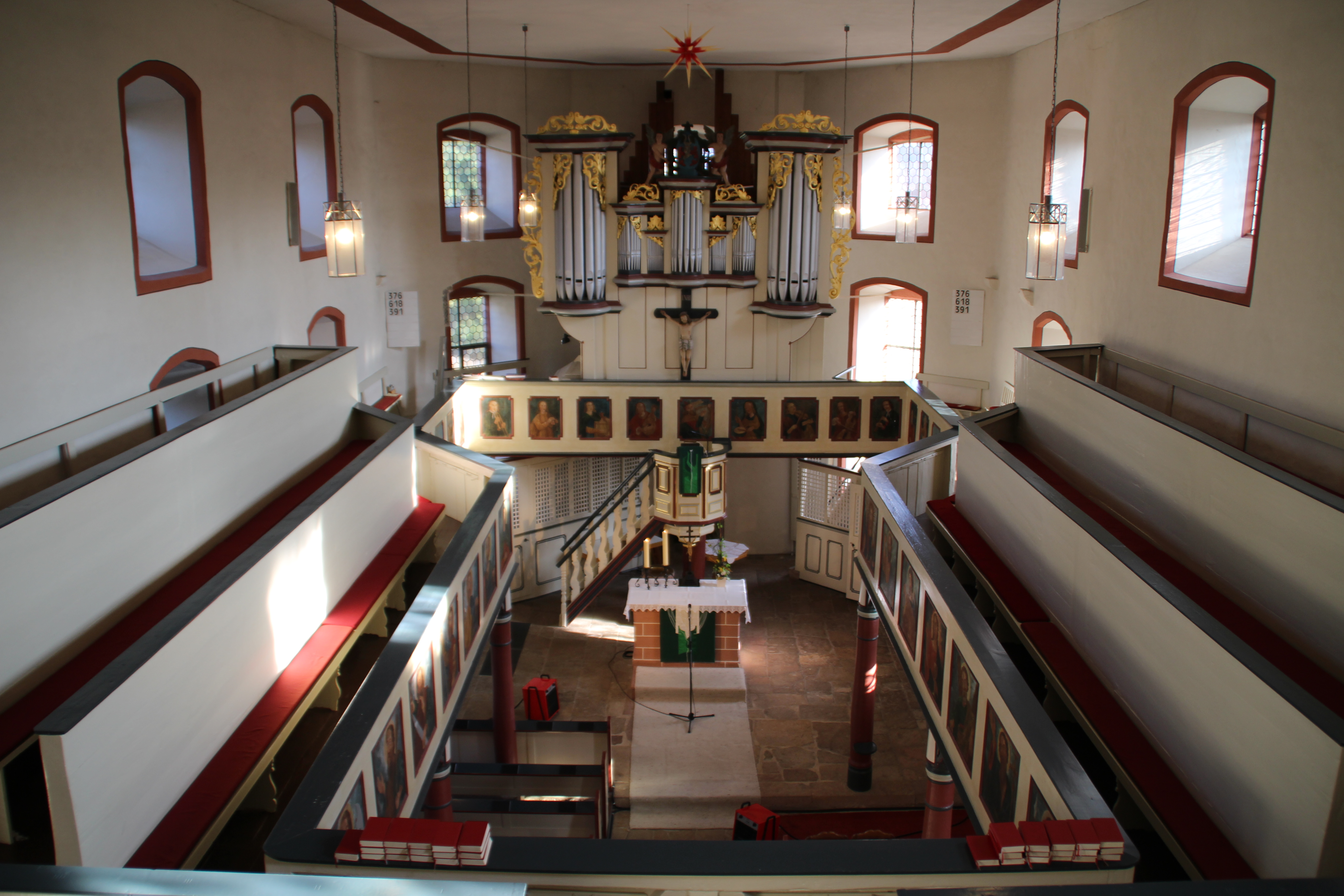
Stadtkirche – Orgel und Altar
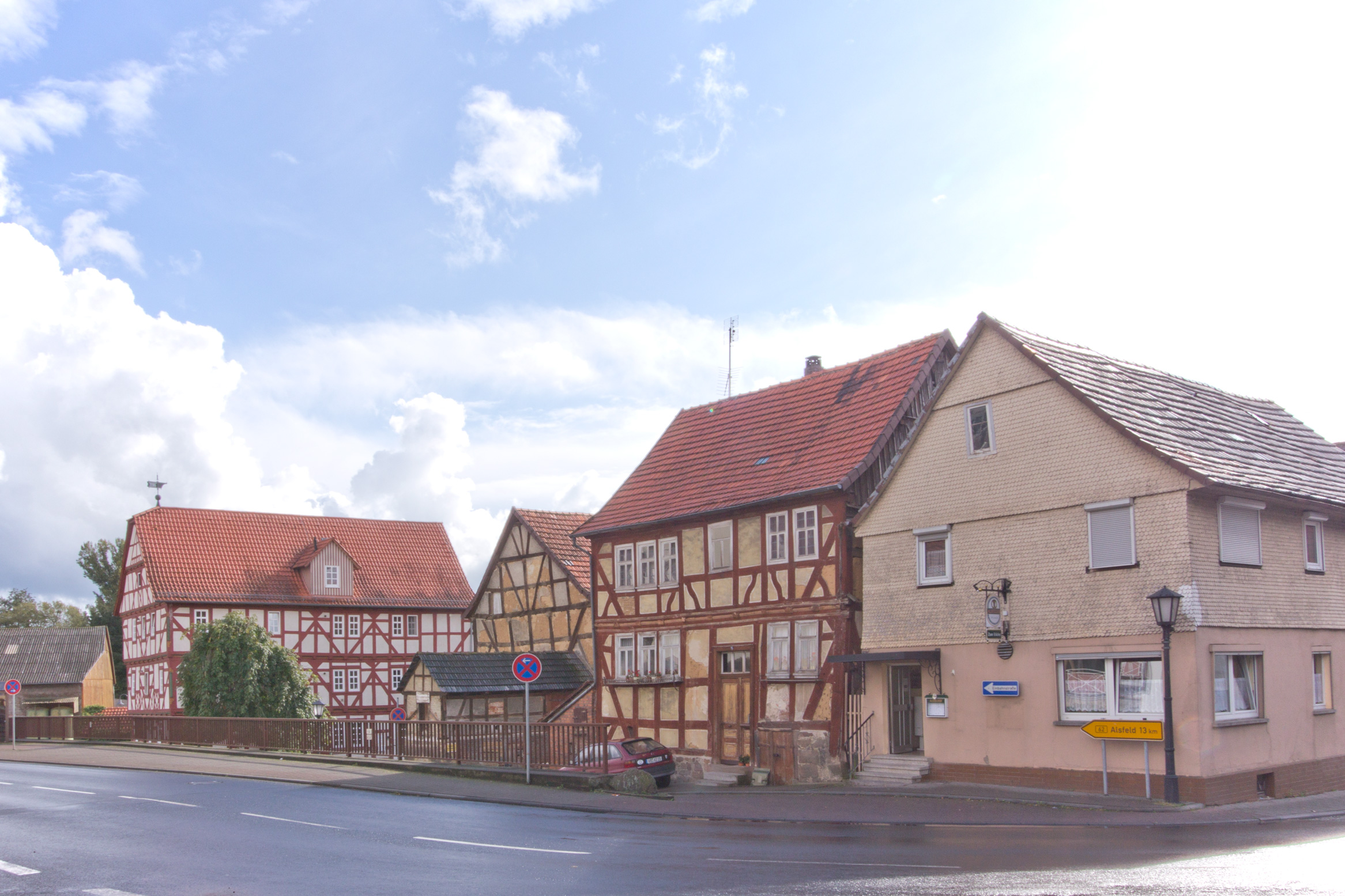
Knick der B 62 an der Einmündung Neustädter Straße
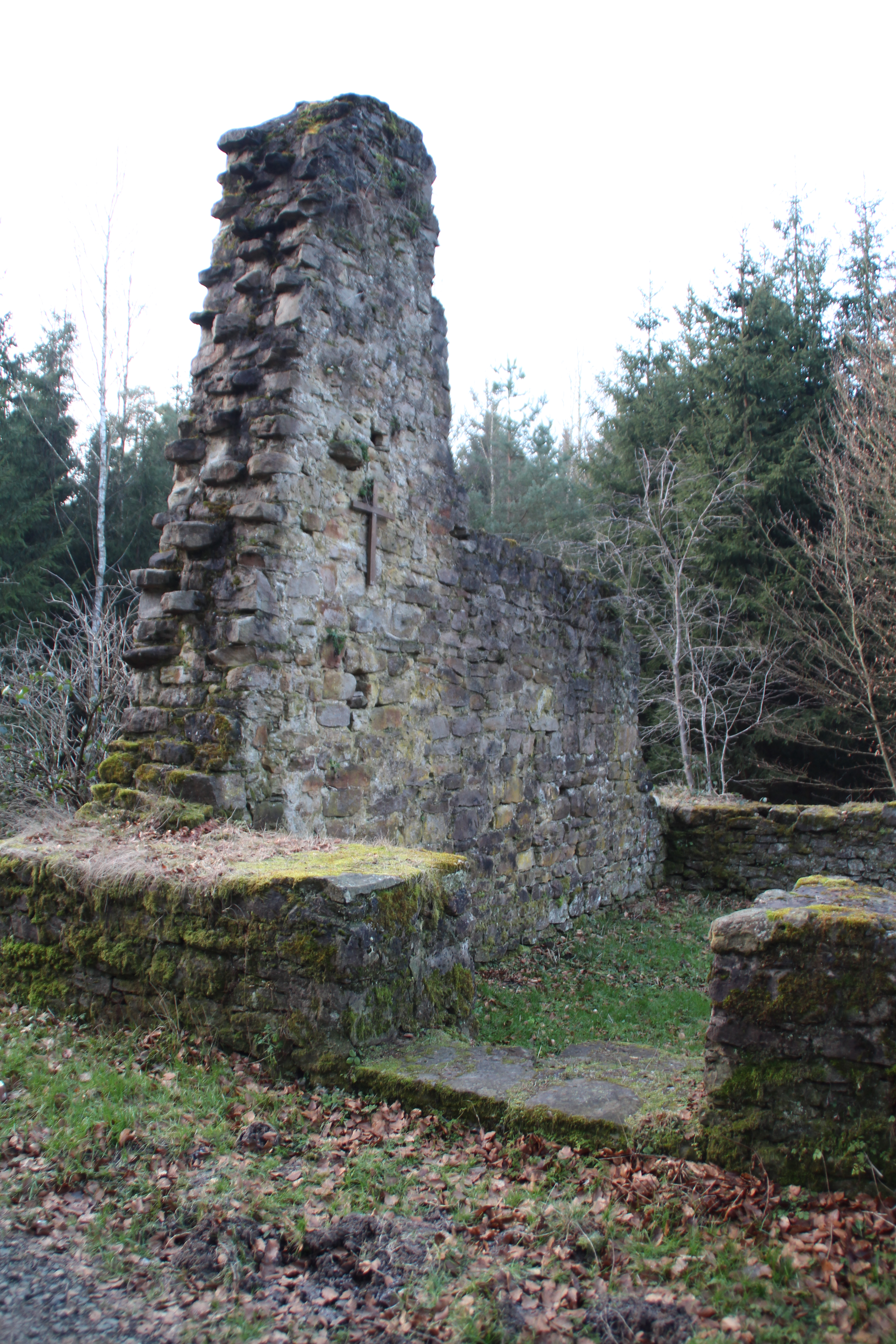
„Kirchenstumpf“ der wüst gegangenen Ortschaft Folkartshain
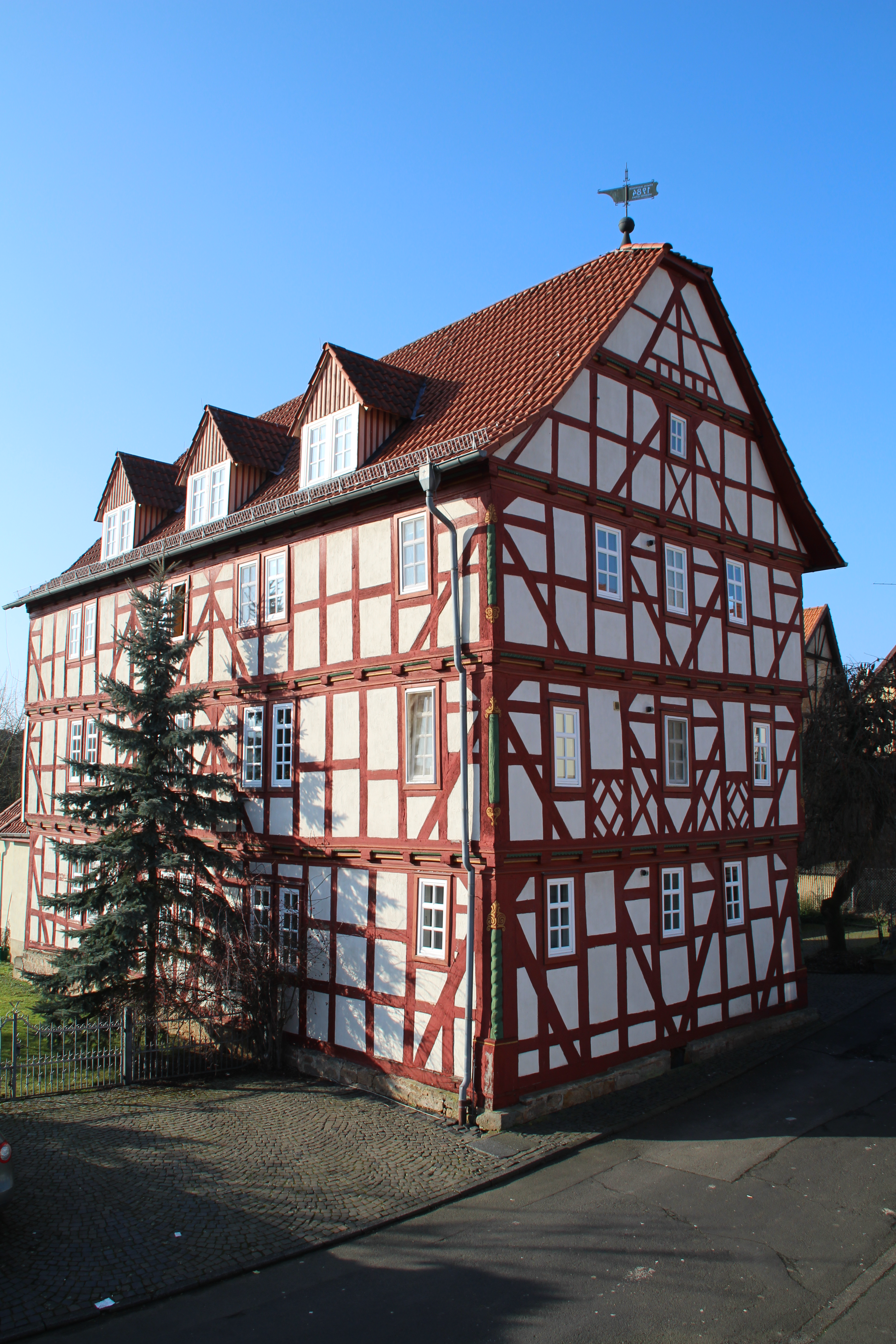
Doktorhaus
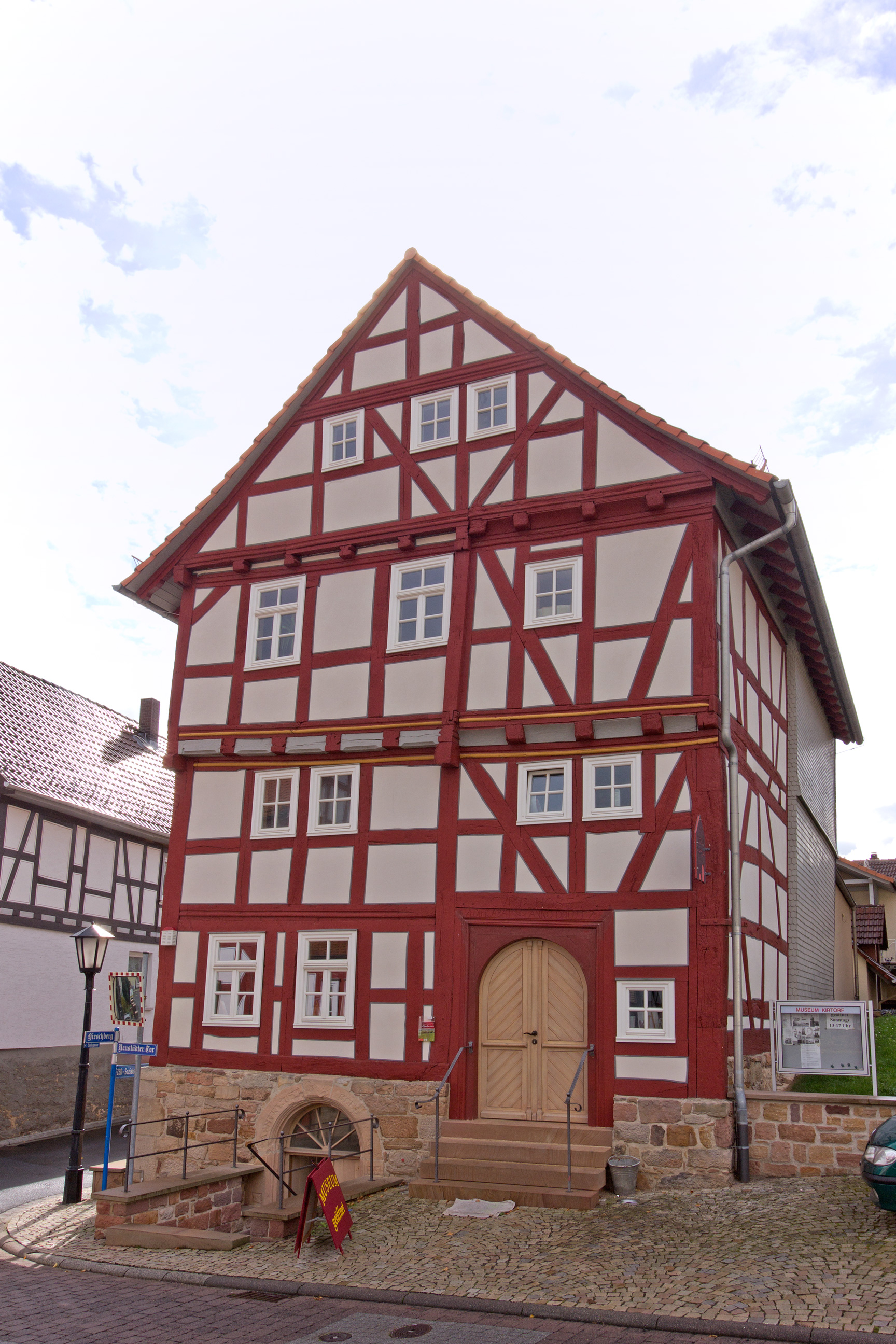
Museum Kirtorf

### Schmerofen Kirtorf

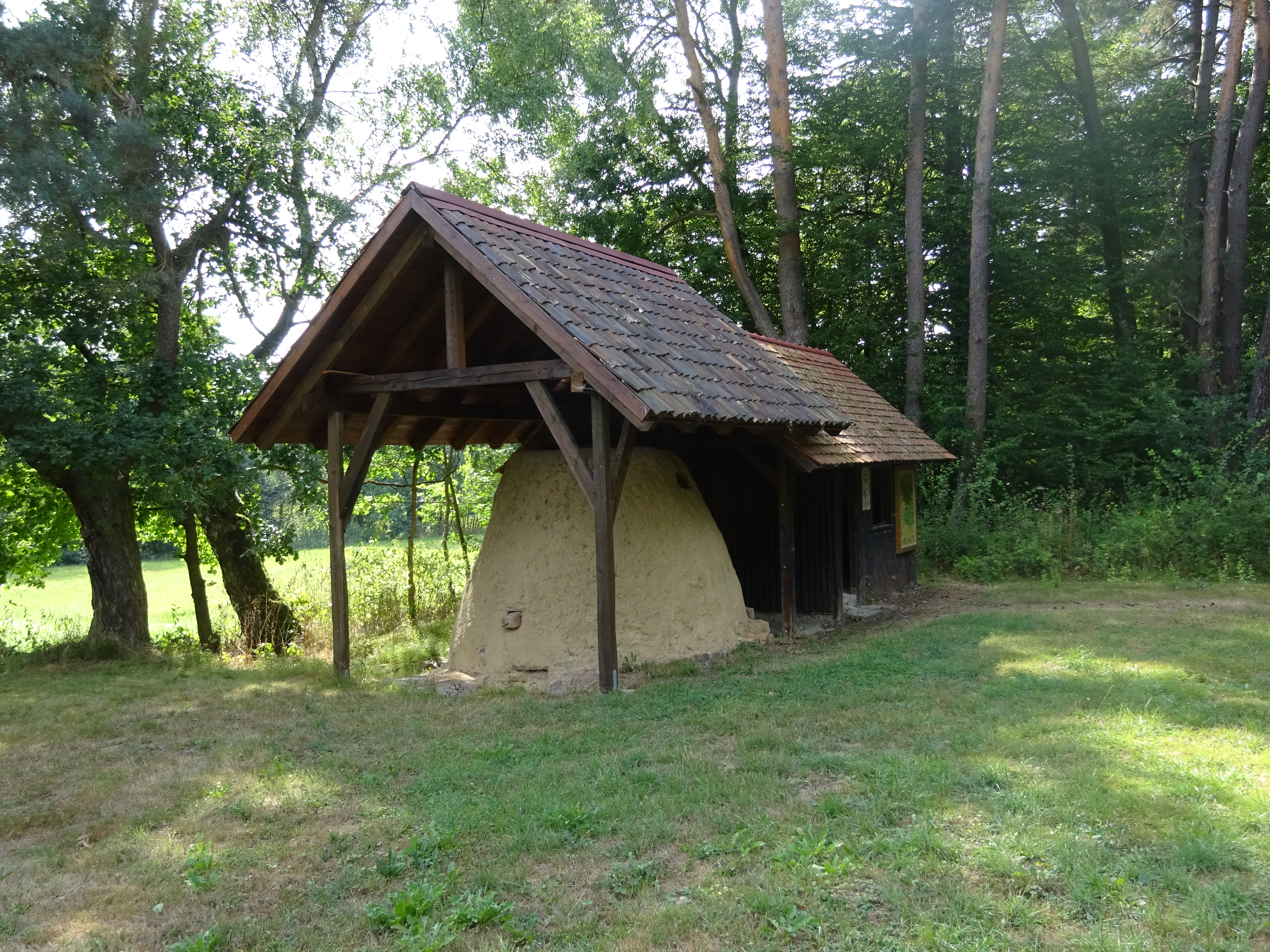
Der „Schmerofen“

Der Schmerofen (Teerofen) wurde in seiner ursprünglichen Form in Lehm- und Feldsteinbauweise im Jahre 1905 an seinem Standort im Kirtorfer Stadtwald, in Verlängerung der Straße „Alsfelder Tor“, errichtet. Sein Erbauer, Georg (Schorsch) Jung, der „Schmerschorsch“ genannt, betrieb ihn bis in die 1930er Jahre; sein Nachfolger Konrad Graulich noch bis 1948. Im Schmerofen wurden die Inhaltsstoffe harzhaltiger Kiefernwurzeln gewonnen, in der Fachwelt mit dem Begriff der „trockenen Destillation“ (Schmerbrennen) beschrieben. Auf diesem Weg wurden die Produkte Kienöl und Holzteer gewonnen. Das wertvolle Kienöl wurde an die Veterinärmedizin verkauft. Der Holzteer wurde zu Wagenschmiere („Schmer“) weiterverarbeitet. Damit zog der „Schmerschorsch“ über die Lande und verkaufte seinen „Schmer“ bis weit über die Grenzen Kirtorfs hinaus.
Der Schmerofen ist ein faszinierendes Stück untergegangener Handwerkskunst. Seit über hundert Jahren ist er ein beliebtes Naherholungsziel.
Im Jahre 2015 wurde der Schmerofen vom Heimatverein Stadt Kirtorf zurückgebaut, restauriert und in den heutigen Zustand gebracht. Er wurde nach 67 Jahren erstmals wieder funktionstüchtig betrieben. Im Jahr 2016 bekam er ein Wetterschutzdach. Im Kirtorfer Museum ist Weiteres zum Thema Schmerofen zu erfahren.

### Vereine
In Kirtorf gibt es eine Anzahl von Vereinen:
- TSG Kirtorf
- Fischerei-Sportverein Gleenbachtal e. V.
- Gleentaldarter
- Reitverein Kirtorf
- Tennisclub Kirtorf
- Burschenschaft Kirtorf
- Heimatverein Kirtorf
- Landfrauen Kirtorf
- NABU Gruppe Kirtorf
- Schützenverein Kirtorf
- MGV Liederkranz Kirtorf
- DRK Kirtorf
- Feuerwehr Kirtorf
- Faschingsclub Kirtorf

## Wirtschaft und Infrastruktur

### Flächennutzung
Das Gemeindegebiet umfasst eine Gesamtfläche von 7991 Hektar, davon entfallen in ha auf:
| Nutzungsart             | Nutzungsart             | 2011 | 2015 |
| ----------------------- | ----------------------- | ---- | ---- |
| Gebäude- und Freifläche | Gebäude- und Freifläche | 168  | 170  |
| davon                   | Wohnen                  | 95   | 96   |
|                         | Gewerbe                 | 3    | 3    |
| Betriebsfläche          | Betriebsfläche          | 14   | 13   |
| davon                   | Abbauland               | 9    | 7    |
| Erholungsfläche         | Erholungsfläche         | 12   | 14   |
| davon                   | Grünanlage              | 3    | 4    |
| Verkehrsfläche          | Verkehrsfläche          | 334  | 334  |
| Landwirtschaftsfläche   | Landwirtschaftsfläche   | 3767 | 3763 |
| davon                   | Moor                    | 0    | 0    |
|                         | Heide                   | 0    | 0    |
| Waldfläche              | Waldfläche              | 3492 | 3494 |
| Wasserfläche            | Wasserfläche            | 50   | 50   |
| Sonstige Nutzung        | Sonstige Nutzung        | 154  | 154  |

### Verkehr
Durch die Stadt führt die Bundesstraße 62, der nächste Autobahnanschluss wird in 14 km Entfernung an der Anschlussstelle Alsfeld-West der Autobahn 5 erreicht.
Ein Bahnanschluss existiert nicht. Die Busanbindung erfolgt durch die VGO-Linien VB-11, VB-12, VB-13 und X35.

### Energie
Kirtorf verfügt über einen Windpark mit vier Windkraftanlagen vom Typ DeWind D6 mit 1000 kW Nennleistung, 68,5 m Turmhöhe und 62 m Rotordurchmesser, die 2001 in Betrieb gingen (drei weitere baugleiche Anlagen befinden sich auf dem Gebiet der angrenzenden Gemeinde Erbenhausen). Eine dieser Anlagen, die D 60077 bei 50°45'40" N 9°5'36,6" O, stürzte am 18. Juni 2011 ein.
Diese befinden sich aktuell im Rückbau, um Platz zu schaffen für drei neuere und größere Windkraftanlagen.
Zwischen Kirtorf und Arnshain liegt außerdem ein neuer Windpark mit drei Windrädern, der 2018 eröffnet wurde.
In der Nähe vom Ortsteil Wahlen wurden 2018 ebenfalls sechs neue Windräder errichtet.

## Söhne und Töchter der Stadt
- Helwig Garth (* 28. Dezember 1579 in Kirtorf; † 5. Dezember 1619 in Prag), lutherischer Theologe
- Konrad Christoph von Lehrbach (* 12. Dezember 1677; † 14. September 1767 in Ellingen), Ritter des Deutschen Ordens
- Ludwig Konrad Graf von Lehrbach (* 1750; † 1805), Kriegsminister und ab 1796 Hofkommissär in Tirol unter Kaiser Franz II.
- Otto Zinsser (* 18. September 1849 in Wahlen; † 22. Januar 1919 in Schlitz), Fabrikant und Politiker (NLP), Abgeordneter der Landstände des Großherzogtums Hessen
- Adolf Korell (* 20. März 1872 in Ober-Gleen; † 17. September 1941 in Eschbach) Pfarrer, Politiker (DDP), und Minister für Arbeit und Wirtschaft des Volksstaates Hessen
- Hermann August Eidmann (* 21. Februar 1897 in Wahlen; † 4. September 1949 in Mittenwald, Oberbayern), Zoologe und bedeutender Entomologe
- Ulrich Künz (* 1950 in Gießen) Bürgermeister vom 11. März 1977 bis zum 11. März 2019. Mitglied der FWG/CDU. Seit dem 15. Februar 2019 Ehrenbürgermeister
- Uwe Lang (* 10. September 1957; † 11. September 2019), Gynäkologe und Hochschullehrer
- Hauke Lang (* 1963), Chirurg und Hochschullehrer
- Sven Arke Lang (* 1976), Chirurg und Hochschullehrer